# Hermitage (Missouri)
Hermitage é uma cidade localizada no estado americano de Missouri, no Condado de Hickory.

## Demografia
Segundo o censo americano de 2000, a sua população era de 406 habitantes.
Em 2006, foi estimada uma população de 508, um aumento de 102 (25,1%).

## Geografia
De acordo com o United States Census Bureau tem uma área de
3,2 km², dos quais 3,1 km² cobertos por terra e 0,1 km² cobertos por água. Hermitage localiza-se a aproximadamente 250 m acima do nível do mar.

## Localidades na vizinhança
O diagrama seguinte representa as localidades num raio de 20 km ao redor de Hermitage.